# Анналіза Бона
Анналіза Бона (італ. Annalisa Bona; нар. 15 листопада 1982) — колишня італійська тенісистка.
Найвищу одиночну позицію світового рейтингу — 240 місце досягла 9 квітня 2012, парну — 761 місце — 1 серпня 2011 року.
Здобула 9 одиночних титулів туру ITF.

## Загальна статистика

### Фінали в одиночному розряді: 10 (2–8)
| турніри $100,000 |
| турніри $75,000  |
| турніри $50,000  |
| турніри $25,000  |
| турніри $10,000  |

| Результат | W/L | Дата              | Турнір                    | Покриття | Суперниця             | Рахунок            |
| --------- | --- | ----------------- | ------------------------- | -------- | --------------------- | ------------------ |
| Поразка   | 1.  | 9 жовтня 2005     | Рим, Італія               | Ґрунт    | Анна Коженяк          | 4–6, 2–6           |
| Поразка   | 2.  | 26 листопада 2006 | Ла-Валь-д'Уйшо, Іспанія   | Ґрунт    | Майте Габаррус-Алонсо | 3–6, 6–3, 2–6      |
| Поразка   | 3.  | 12 квітня 2009    | Шибеник (місто), Хорватія | Ґрунт    | Евеліна Майр          | 5–7, 6–7(3)        |
| Поразка   | 4.  | 19 липня 2010     | Горб-ам-Неккар, Німеччина | Ґрунт    | Міхаела Гончова       | 4–6, 2–6           |
| Поразка   | 5.  | 2 серпня 2010     | Ребек, Бельгія            | Ґрунт    | Софі Оєн              | 6–4, 6–7(5–7), 2–6 |
| Перемога  | 6.  | 20 серпня 2010    | Wanfercée-Baulet, Бельгія | Ґрунт    | Ніккі Ван Дейк        | 6–0, 6–1           |
| Перемога  | 7.  | 5 вересня 2010    | Стамбул, Туреччина        | Тверде   | Лаура Йоана Пар       | 6–2, 6–2           |
| Поразка   | 8.  | 19 вересня 2010   | Подгориця, Чорногорія     | Ґрунт    | Ірина-Камелія Бегу    | 1–6, 1–6           |
| Поразка   | 9.  | 4 квітня 2011     | Помеція, Італія           | Ґрунт    | Маргаліта Чахнашвілі  | 6–1, 2–6, 2–6      |
| Поразка   | 10. | 10 липня 2011     | Крайова, Румунія          | Ґрунт    | Міхаела Бузернеску    | 2–6, 6–3, 4–6      |

### Фінали в парному розряді: 2 (0–2)
| Результат | W/L | Дата            | Турнір           | Покриття | Партнерка       | Суперниці                    | Рахунок  |
| --------- | --- | --------------- | ---------------- | -------- | --------------- | ---------------------------- | -------- |
| Поразка   | 1.  | 19 вересня 2005 | Чіампіно, Італія | Ґрунт    | Раффаелла Бінді | Ленка Брошова Ленка Вєнерова | 4–6, 4–6 |
| Поразка   | 42. | 6 травня 2013   | Пула, Італія     | Ґрунт    | Ліза Сабіно     | Мартіна Карегаро Анна Флоріс | 2–6, 3–6 |